# Munnsville
Munnsville – wieś w Stanach Zjednoczonych, w stanie Nowy Jork, w hrabstwie Madison.